# Galina Gałkina
Galina Gałkina (z domu Podgorna) ros.: Галина Анатольевна Галкина (ur. 8 lutego 1960 w Moskwie) – radziecka i rosyjska aktorka teatralna i filmowa, Zasłużona Artystka Federacji Rosyjskiej (2001). Druga żona aktora Wiktora Awiłowa.